# Ясюнинский, Николай Арсеньевич
Никола́й Арсе́ньевич Ясю́нинский (27 ноября 1856, Кохма, Владимирская губерния — 1912, Москва) — русский промышленник, общественный и государственный деятель, член Государственного совета Российской империи, меценат, благотворитель.

## Биография
Происходил из купеческого рода Ясюнинских. Родился 27 ноября (9 декабря) 1856 года в Кохме (Шуйский уезд Владимирской губернии) в семье потомственного почётного гражданина Арсения Васильевича Ясюнинского (1834—1888). Мать не указана в источниках.  Младшие братья Николая: Алексей (1860—1891), Константин (1863—1907), Александр (1869—1910) Алексей и Александр были похоронены на кладбище московского Новоалексеевского монастыря.

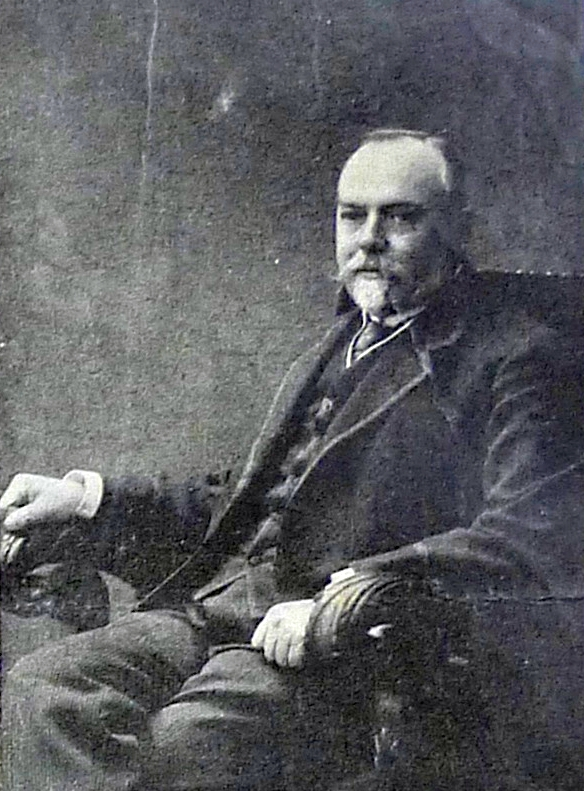
Н. А. Ясюнинский

Окончил Московскую практическую академию и поступил в Санкт-Петербургский практический технологический институт. По окончании полного курса наук в 1882 году ему было присвоено звание инженера-технолога.
С начала 1880-х годов Николай Арсеньевич начал свою деятельность как фабрикант и общественный деятель, войдя в состав правления «Товарищества Мануфактур Ясюнинских», а затем став директором правления. С 1883 года избирался почётным мировым судьёй по Шуйскому уезду.  В 1898 году был единогласно избран председателем Комитета торговли и мануфактур Иваново-Вознесенска, а затем представителем Комитета во Владимирской казённой палате по государственному промысловому налогу. В 1899 году избран членом Главного по фабричным и горнозаводским Делам Присутствия.
В 1900 году Ясюнинский участвовал в международном жюри экспертов Всемирной промышленной выставки в Париже. За свою работу на выставке был награждён орденом Почётного легиона.
В 1906 году избран членом Государственного совета от Владимирского земства. В 1909 году был избран членом Государственного совета от торговли и промышленности, а также товарищем председателя Совета съездов представителей промышленности и торговли. Входил в Особую высшую комиссию для всестороннего исследования железнодорожного дела в России (с 1909 года).
Ясюнинский активно занимался благотворительностью и просвещением. Он был попечителем Кохомских мужского и женского училищ, а также церковно-приходской школы, оказывая им значительную финансовую поддержку и участвуя в строительстве новых зданий.  Состоял членом попечительского совета Школы колористов при Иваново-Вознесенском реальном училище и председателем совета Иваново-Вознесенской торговой школы.  При его участии в Иваново-Вознесенске были открыты вечерние классы для рабочих.  Ясюнинский также был членом Общества вспомоществования нуждающимся ученикам Шуйского духовного училища.
Николай Арсеньевич принимал деятельное участие в общественной жизни. Он был председателем Иваново-Вознесенского отделения Императорского Русского Технического общества, Литературно-музыкально-драматического общества, Общества страхования фабрикантов и заводчиков от несчастных случаев с их рабочими и служащими.  В Кохме по его инициативе был создан Народный дом с театром для рабочих. Ясюнинский также участвовал в деятельности Красного Креста и был почётным членом Шуйского уездного Попечительства детских приютов.
Скончался от астмы в 1912 году в Москве.  Похоронен в Кохме.
Был женат на Марии Николаевне Полушиной, дочери иваново-вознесенского фабриканта Николая Маркеловича Полушина. Детей не имел.

## Награды
- Орден Святого Станислава 2-й степени
- Орден Святого Станислава 3-й степени
- Орден Святой Анны 3-й степени
- Орден Почётного легиона (Франция)
- Знак Красного Креста
- Золотой знак для лиц, служащих по детским приютам ведомства учреждений Императрицы Марии